# Luzula
Genre
Classification APG III (2009)
Luzula est un genre de plantes herbacées, les luzules, de la famille des Juncaceae.
On le trouve dans les pays tempérés ; les racines traçantes des luzules aident à soutenir les terrains en pente.

## Liste d'espèces
- Luzula alpina Hoppe - Luzule des Alpes
- Luzula alpinopilosa (Chaix) Breistr. - Luzule marron, Luzule rouge-brun
- Luzula campestris (L.) DC. - Luzule des champs
- Luzula desvauxii Kunth - Luzule de Desvaux, Luzule glabre
- Luzula elegans Lowe - Luzule élégante
- Luzula forsteri (Sm.) DC. - Luzule de Forster
- Luzula glabrata (Hoppe ex Rostk.) Desv.
- Luzula hispanica Chrtek & Krísa - Luzule d'Espagne
- Luzula italica Parl. - Luzule d'Italie
- Luzula lutea (All.) DC. - Luzule jaune
- Luzula luzulina (Vill.) Dalla Torre & Sarnth. - Luzule jaunâtre
- Luzula luzuloides (Lam.) Dandy & Wilmott - Luzule blanchâtre, Luzule blanche, Luzule des bosquets
- Luzula multiflora (Ehrh.) Lej. - Luzule à fleurs nombreuses, Luzule à nombreuses fleurs, Luzule multiflore
- Luzula nivalis (Laestad.) Beurling
- Luzula nivea (L.) DC. - Luzule nivale, Luzule blanc de neige, Luzule couleur de neige
- Luzula pediformis (Chaix) DC. - synonyme :  Luzula nutans (Vill.) Duval-Jouve - Luzule penchée
- Luzula pedemontana Boiss. & Reut. - Luzule du Piémont
- Luzula pilosa (L.) Willd. - Luzule de printemps, Luzule poilue
- Luzula sieberi Tausch - Luzule de Sieber
- Luzula spicata (L.) DC. - Luzule en épis
- Luzula sudetica (Willd.) Schult. - Luzule des monts Sudètes
- Luzula sylvatica (Huds.) Gaudin - Grande Luzule, Luzule des bois, Luzule des forêts, Luzule élevée
- Luzula wahlenbergii Rupr.